# Lindesberg
Lindesberg è una città della Svezia, capoluogo del comune omonimo, nella contea di Örebro. Ha una popolazione di 8.752 abitanti.